# Afgunst & een goed huwelijk
Afgunst& Een goed huwelijk is een verhalenbundel van de Nederlandse schrijfster Saskia Noort uit 2007. Het eerste deel verscheen eerder in  Maand van het Spannende Boek (2007) met als thema "Crime passionnel". 
Het tweede deel, "Een goed huwelijk", wordt hieronder besproken.

## Hoofdpersonen
- Sophie. Getrouwd met Wouter, plastisch chirurg. Samen hebben ze twee dochters, Anna en Daantje. Ze vertelt haar lezers het fundament  van een goed huwelijk.
- Wouter. Heeft sinds een half jaar een intense verhouding met Monique Kalderman.
- Monique Kalderman, alias Moosje. Een jonge vrouw die haar zinnen heeft gezet op Wouter en 5 maanden van zijn zoon in verwachting is. Ze woont in de Sarphatistraat te Amsterdam.

## Samenvatting
Sophie komt heel laat achter de verhouding van haar Wouter met Moosje. Ze ontdekt een geboekte gezamenlijke reis naar Rome, nota bene in het hotel van haar huwelijksreis. Ze gaat achter de minnares van haar man aan. Op een fatale ochtend bezoeken zowel Wouter als Sophie na elkaar Monique, die door de politie dood met sperma wordt gevonden. Bij het avondeten in de tuin richten de politierechercheurs hun pijlen vooral op Wouter, omdat met schoonmaakdoekjes Sophie een alibi in elkaar heeft gezet met hulp van een verweesde kassabon van  Intratuin. Sophie heeft bewust gekozen voor een goed huwelijk. Wouter moet zijn advocaat bellen.